# BlazBlue: Calamity Trigger
BlazBlue: Calamity Trigger es un videojuego de lucha en 2D creado por Arc System Works, lanzado para máquinas Arcade en noviembre de 2008 en Japón, y Norteamérica
. El juego corre en la placa Arcade Taito Type X2, en pantalla widescreen de 16:9 con una resolución nativa de 768p.
Fue lanzado para las consolas: PlayStation 3 y Xbox 360 en Japón, el 25 de junio de 2009. Una edición para Microsoft Windows fue lanzada en marzo del 2010. La salida de las versiones de PlayStation 3 y XBox 360 para Europa se tuvo en la primera mitad del 2010. Una traslación para la PlayStation Portable llamada: BlazBlue Portable (ブレイブルー ポータブル Bureiburū Pōtaburu?), fue anunciada para su lanzamiento en febrero del 2010 en Japón.
Existen diferentes secuelas del juego para consolas Arcade, PlayStation 3, Xbox 360 y Nintendo 3DS.

## Sistema
El juego utiliza un control de 8 direcciones, común en la mayoría de los juegos de lucha, 4 botones de ataque: Débil (A), Medio (B), Fuerte (C), y Drive (D), este último activa habilidades especiales únicas de cada personaje. Los agarres y cancelación de agarres se realizan presionando B y C al mismo tiempo. Además de los saltos y dashes básicos, también hay dashes aéreos, saltos dobles y súper saltos.
- Guard Libra: Al poner defensa o forzar al oponente a poner defensa, esta barra cambiara. Cuando se llena completamente hacia alguno de los lados, la defensa del jugador que se esté cubriendo en ese momento se romperá y quedara vulnerable temporalmente.
- Barrier Gauge: Una barra que se regenera con el tiempo, se usa para el Barier Guard. Las capacidades defensivas del personaje decrecen por un período cuando la barra llega a cero.
- Barrier Guard: Empuja hacia atrás al enemigo y previene daño durante la guardia. Se realiza presionando débil y medio al mismo tiempo mientras se bloquea un ataque.
- Barrier Burst: Empuja al oponente lejos del personaje, ya sea durante la guardia o durante un combo, rompiendo el combo del oponente en el último de los casos. Utiliza el 100% de la barrier gauge y la vacía a cero por un período. Se realiza presionando los cuatro botones de ataque al mismo tiempo.
- Heat Gauge: Una barra de energía usada para el Distortion Drive y Rapid Cancel.
- Counter Assault: Contrarresta el ataque de un oponente mientras se pone defensa. Consume 50% de la Heat Gauge. Se realiza presionando adelante, A, B simultáneamente.
- Rapid Cancel: Cancela el tiempo de recuperación de un ataque. Consume 50% de la Heat Gauge. Se realiza presionando los botones A, B y C al mismo tiempo durante un ataque.
- Distortion Drive: Ataques especiales únicos de cada personaje que consume 50% de la Heat Gauge. Se realizan mediante secuencias de palanca y botones.
- Astral Drive: Ataques especiales únicos de cada personaje. Consumen 100% de la Heat Gauge. Solo se pueden activar durante el último round y su contrincante debe tener su barra de vida al 20% o menos. Los Astral Drives se pueden considerar similares en estilo a los Instant Kills de la serie de Guilty Gear.

## Historia
En un tiempo que hace mucho que pasó, la humanidad enfrentaba la extinción a manos de la Bestia Negra, una criatura que apareció desde la oscuridad. La Bestia estaba poseída por un extraordinario poder, y parecía que el tiempo de la humanidad estaba por llegar a su fin. Fue entonces, en la hora más oscura de la humanidad, que seis héroes de origen desconocido vinieron para derrotar a la Bestia. Ellos trajeron consigo el antiguo poder de la magia , el que compartieron libremente con la humanidad. Volviendo su ingenuidad a la formación de nuevas y más poderosas armas, los humanos descubrieron un proceso por el cual podían combinar su propia tecnología con el poder de la magia. Fue de esta manera que los humanos crearon el Armagus, y descubrieron un poder aún más grande que el poder que la magia o la tecnología podían ofrecerles por separado.
Con este recién descubierto poder, la humanidad, junto con los seis héroes, confrontó a la Bestia una vez más. Después de muchas batallas sangrientas, la Bestia finalmente cayó, terminando lo que sería conocida como La Primera Guerra de La Magia . Los héroes que habían peleado junto a los guerreros humanos en la Primera Guerra de la Magia fueron inmortalizados por sus acciones, y a través de las generaciones fueron conocidos como los Seis Héroes.
Fue durante la Primera Guerra que una organización fue formada para regular el uso del Grimorio de Armagus , los textos de entrenamiento del Armagus, llamada Novus Orbis Librarium Armagus , fue esta organización, con el poder que poseía a través del Grimorio de Armagus, que trajo gran avance a lo largo del espectro de la tecnología humana. Este avance lanzó a la humanidad hacia una vasta reconstrucción. Décadas han pasado desde que el Librarium se estableció como una dictadura y el Armagus se convirtió en el factor decisivo en casi todos los asuntos de la humanidad. Esto llevó a una gran brecha socioeconómica entre aquellos que pueden usar el poder del Armagus y aquellos que no pueden. 
La tensión empezó a crecer, y en poco tiempo una organización rebelde llamada La Unión Ikagura apareció, desafiando la autoridad totalitaria del Librarium. Con la creación de la Unión Ikagura, las inconformidades se convirtieron en hostilidades y "La Segunda Guerra de la Magia" comenzó. Fue este conflicto, que también se conoció como La Guerra Civil de Ikagura, que vio por primera vez a los humanos usar el poder del Armagus en contra de sus semejantes.
La Segunda Guerra llegó a su fin con la destrucción de la Unión Ikagura. Temeroso de futuros conflictos, el Librarium consumo su subyugación sobre la población al anunciar el siguiente decreto: Quien quiera que busque desafiar al Novus Orbis Librarium Armagus será ejecutado, sin excepción.
Varios años después del fin de la Segunda Guerra, un sector del Librarium con la reputación de comandar una fuerza tan poderosa como el ejército de una nación, fue repentina y completamente destruido. Los pocos supervivientes hablaron en tono enmudecido y tembloroso de un solo hombre que había aparecido de la nada, destruyendo todo a su paso. Su nombre era Ragna the Bloodedge.
Él sostiene una guerra de un solo hombre en contra del poder del Librarium, peleando para destruir su garra de hierro alrededor del cuello de la humanidad. Es un hombre que ha declarado la guerra en contra del mundo mismo.

## Personajes
El juego cuenta con 12 personajes. Véase: Anexo:Personajes de Blazblue
- Ragna the Bloodedge
- Jin Kisaragi
- Noel Vermillion
- Rachel Alucard
- Taokaka
- Iron Tager
- Litchi Faye Ling
- Arakune
- Bang Shishigami
- Carl Clover
- Hakumen
- v-No.13-